# 455 f.Kr.

## Händelser

### Efter plats

#### Grekland
- Aten skickar, under general Tolmides befäl, 100 fartyg runt Peloponnesoshalvön och sticker den spartanska flottbasen i Gythion i brand. På så vis får Aten de akaiska städerna att gå med i det attiska sjöförbundet. Atenska styrkor fortsätter sedan med att anfalla Spartas allierade i Korinthiska viken, så att man kan förpassa Sparta till södra Peloponnesos.
- Atenarna lider i Egypten ett svårt nederlag mot perserna. Efter att ha blivit avskuren i Nildeltat besegras den atenska flottan och den atenska armén retirerar genom Sinaiöknen till Byblos innan återstoden av den blir räddad. Den egyptiske upprorsledaren Inaros korsfästs dock av perserna, varvid atenarna beslutar att inte genomföra någon ny militäraktion i Egypten.

### Efter ämne